# Fumilay Fonseca
Fumilay Fonseca (ur. 24 maja 1988) – lekkoatletka z Wysp Świętego Tomasza i Książęcej specjalizująca się w biegach długodystansowych.
W 2003 brała udział w mistrzostwach Afryki juniorów, na których startowała w biegu na 10000 m. Zajęła 4. miejsce z czasem 1:02:13.
Rok później wystartowała na igrzyskach olimpijskich, na których była chorążym reprezentacji swojego kraju. Na igrzyskach wystąpiła w chodzie na 20 km i uplasowała się na 52. pozycji, ostatniej spośród zawodniczek, które ukończyły bieg, z czasem 2:04:54. Jest najmłodszym olimpijczykiem z Wysp Świętego Tomasza i Książęcej.
W 2005 została sklasyfikowana na 24. miejscu, ostatnim spośród zawodniczek, które dobiegły do mety, w biegu na 5000 m na Mistrzostwach Świata Juniorów Młodszych 2005.

## Rekordy życiowe
- 5000 m – 26:05,60 (2005)
- 10000 m – 1:02:13,1 (2003)
- 10 km – 58:25 (2004)
- 20 km – 2:04:06 (2004)